# Un officier de police sans importance
Pour plus de détails, voir Fiche technique et Distribution.
Un officier de police sans importance (Requiem per un commissario di polizia) est un film franco-italien réalisé par Jean Larriaga, sorti en 1973.

## Synopsis
Un petit truand veut faire évader son frère aîné de prison. Il prend un otage pour l'échanger.

## Fiche technique
- Titre : Un officier de police sans importance
- Titre italien : Requiem per un commissario di polizia
- Réalisation : Jean Larriaga
- Scénario : Marc Porel
- Décors : Eric Simon
- Photographie : Roland Dantigny
- Montage : Gabriel Rongier
- Son : Daniel Brisseau
- Musique : Laurent Petitgirard
- Sociétés de production :  Filmsonor S.A., Les Films Marceau, MOG, Sédimo
- Société de distribution : Cocinor
- Tournage : du 18 août 1972 au 8 octobre 1972
- Pays d'origine :  France |  Italie
- Langue : français
- Format : couleur (Eastmancolor) - 1,66:1 - Mono - 35 mm
- Genre : drame, policier
- Durée : 100 minutes
- Date de sortie :
- France - 12 avril 1973

## Distribution
- Marc Porel : Camille
- Julian Negulesco : Dov
- Dani : Joëlle
- Robert Hossein : Pierre
- Charles Denner : Officier de Police Adjoint Serge Monier
- Raymond Pellegrin : Commissaire Dekervan
- Nicole Courcel : Fabienne
- Georges Géret : Rémy Scoto
- José Artur : l'avocat de Pierre
- André Penvern : un policier
- Bernard Tiphaine : un policier
- Pierre Collet : le médecin
- Madeleine Damien : la mère de Monnier